# 바탈리언 (1985년 영화)
《바탈리언》(영어: The Return of the Living Dead)은 미국에서 제작된 댄 오배넌 감독의 1985년 코미디 공포 영화이다. 클루 굴러거 등이 출연하였고, 톰 폭스 등이 제작에 참여하였다.
1988년 속편 《바탈리언 2》가 개봉하였다.

## 줄거리
1984년 7월 1일 5시 반. 켄터키주 루이빌 의료품 창고 감독 프랭크는 신참 프레디를 교육하면서 군에서 개발한 독성 가스 245 트라이옥신(2-4-5 Trioxin)의 누출로 시체들이 되살아난 일이 있었으며 사무원 실수로 트라이옥신과 좀비가 담긴 드럼통이 이곳으로 발송돼 지난 15년 간 보관 중이라는 사실을 알려준다. 프랭크는 프레디에게 해당 드럼통을 보여주다가 가볍게 한 번 두드리는데 이때 통의 부식된 이음매가 터져 독가스가 빠져나온다.
둘이 의식을 잃은 사이 가스는 도관 조직 안으로 들어가고, 냉장실의 수의학 표본과 해부용 시체가 소생한다. 소리지르는 시체들을 가둔 뒤 프랭크는 상사 버트에게 연락해 혼이 난다. 보통 영화에서 뇌를 파괴하면 좀비들이 죽는 것과 달리 참수를 해봐도 소용이 없지만 이들은 겨우 시체를 조각내고 버트의 친구 어니의 장례식장에서 화장하기로 한다.
이런 상황을 전혀 모르는 프레디의 펑크족 친구들은 공동 묘지에서 나체로 춤을 추다가 화학 매연에 공기가 물들면서 강산성비가 내려 공동 묘지를 적시자 창고로 피신한다. 프레디의 여자친구 티나는 창고 지하실에 왔다가 드럼통에서 나온, 타르로 뒤덥힌 썩은 시체인 타르맨에게 공격을 당하지만 친구들이 티나를 구한 뒤 타르맨을 가둔다. 무덤 속에서 비를 맞은 시체들이 되살아나오기 시작한다.
프랭크와 프레디는 하얗게 질리며 좀비가 되어간다. 도착한 응급 구조사들은 혈압도 심박도 측정이 되지 않고 체온은 인간의 평균 체온이 아니라 실내 온도에 불과하여 살아있다고 할 수 없는 상태라는 것을 확인한다. 곧 응급 구조사들은 좀비들에게 뇌를 파먹힌다. 장례식장으로 도망친 친구들이 침입한 좀비 하나를 붙잡아 심문하자 뇌를 먹어야만 죽음의 고통을 잊을 수 있다고 답한다.
결국 이성을 상실한 프레디는 티나를 공격하고 프랭크는 스스로 화장장에 들어가 자살한다. 버트가 지하실 전화기로 드럼통에 등사되어있는 번호로 전화를 걸자 사라진 드럼통을 찾던 글러버 대령에게 상황이 전달돼 봉쇄 규약(containment protocol)이 발동되면서 핵포탄이 떨어져 좀비와 함께 생존자 전원이 사망한다. 군이 상황을 은폐하며 영화가 끝난다.

## 출연
- 클루 굴러거
- 제임스 캐런
- 돈 캘파
- 톰 매슈스
- 베벌리 랜돌프
- 미겔 A. 누녜즈 주니어
- 존 필빈
- 주얼 셰퍼드
- 브라이언 펙
- 리네이아 퀴글리
- 마크 벤투리니
- 존 더빈

## 기타 제작진
- 공동 제작: 그레이엄 헨더슨
- 배역: 스턴지 스토크스
- 미술: 윌리엄 스타우트